# Michele Allasia
Michele Allasia (Ferrara, 1893. június 24. – Marcon, 1918. július 20.)  egy olasz származású ászpilóta volt, aki légi győzelmeit az első világháború légi harcaiban aratta. Rövid élete során a hadnagyi (Sottotenente) rangig jutott el. 1918. július 20-án Ansaldo SVA.9-es repülőgépével egy utast szállított a gép azonban máig tisztázatlan okok miatt lezuhant.

## Élete
Allasia 1893-ban született. Esztergályos szakmát tanult, s a háború kezdetéig ez volt munkája. 1915-ben Olaszország belépett az első világháborúba, Allasia pedig csatlakozott az olasz légierőhöz. 1916. május 22-én elvégezte a pilótaképzést és megkapta igazolványát. Hamarosan beosztották a 37. repülő osztagba (Squadriglia 37 ), amelynek a feladata Bergamo város védelme volt. Katonai pályafutását baljós előjelek kísérik, hiszen 1917. május 17-én majdnem repülőhalált halt egy baleset folytán. 1917. július 13-án egy igazolatlan légi győzelmet szerzett egy Trieszt ellen indított olasz légitámadás során. Áldozata egy hidroplán volt, valószínűleg egy Lohner típusú repülőgép. Első igazolt légi győzelmét 1917. augusztus 10-én szerezte meg, azonban az ellenséges gép típusa nem ismert. 1917 évében még további 2 légi győzelmet szerzett, 1918-ban pedig szintén további kettőt. Pályafutása során egyszer izzasztó, több perces légi harcokba került Benno Fiala von Fernbruggal, aki az Osztrák–Magyar Monarchia egyik legeredményesebb vadászpilótája volt.
Egyre jobban elismerték, azonban egy Ansaldo SV.9-es repülőgéppel való repülés közben motorhiba történhetett a géppel, így az azt vezető Allasia és utasa Giuseppe Graigla kapitány repülőhalált halt. Szemtanúk szerint a gép felgyulladt, szerencsétlen utasai pedig életüket vesztették. Allasia 25 évet élt.

## Légi győzelmei
| Sorszám     | Dátum               | Egysége | Ellenfele  | Csata helyszíne |
| ----------- | ------------------- | ------- | ---------- | --------------- |
| Igazolatlan | 1917. július 13.    | 80ª     | Hidroplán  | Trieszt         |
| 1           | 1917. augusztus 10. | 80ª     | Ismeretlen | Ismeretlen      |
| 2           | 1917. november 2.   | 80ª     | Ismeretlen | Ismeretlen      |
| 3           | 1917. november 7.   | 80ª     | Ismeretlen | Ismeretlen      |
| 4           | 1918. június 15.    | 5 Sez   | Ismeretlen | Fontigo         |
| 5           | 1918. június 23.    | 5 Sez   | Ismeretlen | Falzé           |

## Fordítás
- Ez a szócikk részben vagy egészben  a   Michele Allasia című angol Wikipédia-szócikk fordításán alapul.  Az eredeti cikk szerkesztőit annak laptörténete sorolja fel. Ez a jelzés csupán a megfogalmazás eredetét és a szerzői jogokat jelzi, nem szolgál a cikkben szereplő információk forrásmegjelöléseként.